# Walnut Creek (Arizona)
Walnut Creek ist ein Ort und Census-designated place im US-Bundesstaat Arizona mit etwa 500 Einwohnern. 
Der Ort liegt zehn Kilometer südwestlich des County Seat Kingman.
Der County Highway 10 (Oatman Road) ist die Hauptstraße des Ortes und führt zur ein Kilometer östlich verlaufenden Interstate 40.